# Manaviche
Manaviche je rijeka u Venezueli. Pritoka je rijeke Orinoco.